# Dipseudopsis infuscata
Dipseudopsis infuscata är en nattsländeart som beskrevs av Mclachlan 1875. Dipseudopsis infuscata ingår i släktet Dipseudopsis och familjen Dipseudopsidae. Inga underarter finns listade i Catalogue of Life.